# Pryda Recordings
Pryda Recordings est un studio d'enregistrement créé par le DJ et producteur de musique suédois Eric Prydz en 2004. Il utilise ce label pour produire ses réalisations (principalement des 33 tours) sous le nom de Pryda.
Après 4 ans de travail studio pour Eric Prydz, l'album Pryda est achevé fin 2009.
Pryda Recordings possède aussi une filiale, Pryda Friends, où sont sorties des disques d'artistes comme Felix da Housecat et Sébastien Léger.